# Le Prince oublié
Pour plus de détails, voir Fiche technique et Distribution.
Le Prince oublié est une comédie d'aventure française coécrite et réalisée par Michel Hazanavicius, sortie en 2020.

## Synopsis
Comme tous les soirs, Djibi, papa célibataire, invente une histoire pour endormir Sofia, sa fille de huit ans. Cette dernière, en plein rêve, se voit en princesse d'un monde enchanté aux côtés de son prince dont l'ennemi juré est Pritprout. Le prince n'est autre que son père. Trois ans plus tard, elle a grandi et est entrée au collège. Elle n’a désormais plus besoin des histoires de son père et s’éloigne de lui. Toute son attention est désormais centrée sur son « nouveau prince », Max. Djibi va tenter de redevenir le héros de sa fille. Il va, pour cela, pouvoir compter sur l'aide de sa nouvelle voisine, Clotilde.

## Fiche technique
Sauf indication contraire, les informations mentionnées dans cette section peuvent être confirmées par la base de données cinématographiques Unifrance,  présente dans la section « Liens externes ».
- Titre original : Le Prince Oublié
- Réalisateur : Michel Hazanavicius
- Scénario : Noé Debré, Michel Hazanavicius et Bruno Merle, d'après une idée originale de Bruno Merle
- Musique : Howard Shore
- Décors : Laurent Ott
- Costumes : Sabrina Riccardi
- Photographie : Guillaume Schiffman
- Son : Jean Minondo
- Montage : Anne-Sophie Bion
- Effets visuels numérique  : Digital District (Paris) et Mikros image (Paris) [2]
- Production : Jonathan Blumental et Philippe Rousselet
- Sociétés de production : Prélude, Pathé et Studiocanal ; Korokoro et TF1 Films Production (coproductions)
- Sociétés de distribution : Pathé Films (France) ; Belga Films (Belgique), Pathé Films AG (Suisse romande)
- Budget : 24,8 million d'euros
- Pays d'origine :  France
- Langue originale : Français
- Format : Couleur - DCP - 2,39:1
- Genres : comédie d'aventure, fantastique
- Durée : 103 minutes
- Dates de sortie :
  - France, Suisse romande : 12 février 2020
  - Belgique : 19 février 2020

## Distribution
- Omar Sy : Djibi / le prince
- François Damiens : Pritprout
- Bérénice Bejo : Clotilde / la femme à la porte
- Sarah Gaye : Sofia, à douze ans
- Keyla Fala : Sofia, à huit ans / la princesse
- Bénédicte Mbemba : Sofia, adulte
- Néotis Ronzon : Max / le nouveau prince
- Philippe Vieux : Wallace le régisseur
- Philippe Uchan : Bernard le régisseur
- Philippe Hérisson : Johnny le régisseur
- Mustapha Abourachid : Brice le régisseur
- Warren Zavatta : Nicolas le régisseur
- Olivier Merle : le molosse bleu
- Eye Haïdara : la mère / la reine mère
- Laurent Bateau : le pingouin (voix)
- Éric Judor : le cow-boy (voix)
- Lionel Abelanski : le jouet catcheur (voix)
- Nathalie Levy-Lang : la poupée (voix)
- Serge Hazanavicius : la voix du monde imaginaire
- Romain Hartmann : enfant dans la voiture
- Cyrus Khodaveisi : Archer Médiéval

## Production

### Développement et genèse
En fin avril 2018, il est annoncé que le nouveau projet cinématographique de Michel Hazanavicius, intitulé Le Prince oublié, est lancé avec les producteurs Jonathan Blumental et Philippe Rousselet de Prélude et que le tournage commencerait en juillet avec les acteurs Omar Sy, François Damiens et Bérénice Bejo.
Le scénario est initialement développé par Bruno Merle. Michel Hazanavicius est rapidement séduit :

« En lisant le scénario, j'ai été très touché par cette histoire, et par le projet en général, son ampleur, son ambition, j’ai adoré l’idée de faire ce film. C’était un projet assez éloigné de ce que j’avais pu faire jusque-là mais à la lecture, j’y ai retrouvé des thèmes qui me touchaient et la possibilité de réaliser un film que mes enfants pourraient voir. J’ai aimé le fait qu’on puisse insuffler à cette histoire du fantastique, de l’imaginaire, dans le récit simple d’un père qui doit accepter de voir grandir sa fille. Bref, c’était une aventure très excitante qui a en fait démarré juste après le tournage du Redoutable… »

— Michel Hazanavicius

### Distribution des rôles
Pour incarner Sofia enfant, la production choisit des actrices sans expérience. Ainsi, la jeune Keyla Fala est repérée à la sortie d'une école.

### Tournage
Le tournage débute le 23 juillet 2018 à Paris, au collège Henri-Sellier à Suresnes et aux studios de Bry-sur-Marne. Il s'achève le 5 octobre 2018.

### Musique
La musique du film est composée par le Canadien Howard Shore, lauréat de deux Oscars du cinéma (pour Le Seigneur des anneaux : La Communauté de l'anneau et Le Seigneur des anneaux : Le Retour du roi). Michel Hazanavicius explique sa volonté d'avoir une musique proche des films de Pixar Animation Studios.
Liste des titres
1. Le Prince oublié
2. Le Monde des histoires
3. Le Grand Studio
4. Le Passé, le Présent et le Futur
5. Le prince apparaît
6. Histoire finie, avant même de commencer
7. La Femme à la porte
8. Sofia se retourne le dos
9. Pritprout
10. On reprend le plan
11. Sur la pointe des pieds
12. Des rôles pour tout le monde
13. Earthquake!
14. La princesse est en danger
15. Les Oubliettes
16. La Reine mère
17. Un cœur vaillant
18. C'est fini pour de bon
19. Ça y est
20. C'est l'histoire des Oubliés
21. Tell Me a Story - Natalie Prass & Howard Shore
22. Papa - Fantine

## Accueil

### Sorties
Le film sort le 12 février 2020 en France et Suisse romande, ainsi que le 19 février 2020 en Belgique.

### Critiques
Sur Allociné, le film enregistre une moyenne de 2,8⁄5 pour 29 critiques presse.
Les critiques sont plutôt mitigés comme le titre Le Figaro : « La critique ne couronne pas de succès Le Prince oublié ».
Pour Libération, c'est un « (…) conte défait ». Pour Le Point, « Hazanavicius ne répond plus », référence à son film OSS 117 : Rio ne répond plus (2009).
Les Échos, « Omar Sy, omniprésent dans son double rôle (…) ne parvient pas tout à fait à nous séduire »
L'Internaute se demande « le film avec Omar Sy est-il pour les enfants ? ». France Inter parle d'« un conte de fées à dormir debout » .
Du côté positif, dans Première, on peut également lire « Michel Hazanavicius signe un conte modeste mais efficace ».

### Box-office
Le film sort le 12 février 2020 dans 698 salles, et comptabilise 46 426 entrées pour sa première journée, chiffre augmenté de 75 897 entrées en avant-première. Pour son premier week-end, le film réalise 345 750 entrées. La première semaine se termine avec un total de 457 031 entrées.
La deuxième semaine compte 253 781 entrées et un cumul de 710 802 spectateurs. Le troisième week-end voit encore la fréquentation baisser, malgré 132 salles supplémentaires : 123 715 entrées (-51.2%) .
862 452 entrées sont comptabilisées à la fin de la troisième semaine (151 640 nouveaux tickets).
Le film totalise, au total de ses 4 semaines d'exploitation, 906 812 entrées (43 149 pour la 4e et dernière semaine), résultat jugé insuffisant au vu du budget de 25 M€.
| Pays ou région | Box-office      | Date d'arrêt du box-office | Nombre de semaines |
| -------------- | --------------- | -------------------------- | ------------------ |
| France         | 921 200 entrées | 10 mars 2020               | 4                  |
| Total mondial  | 7 307 110 $     | -                          | -                  |

### Documentation
- Dossier de presse Le Prince oublié